# Amiga E
AmigaE, o a menudo simplemente E, es un lenguaje de programación creado por Wouter van Oortmerssen para el Amiga. Aunque el desarrollo por parte de Wouter finalizó en 1997 (debido fundamentalmente a la falta de tiempo), Amiga E todavía cuenta con un gran número de usuarios ya que es sencillo de comprender, versátil y rápido.
Amiga E combina una gran variedad de características de otros lenguajes de programación, pero básicamente sigue las directrices del lenguaje de programación C en la mayoría de conceptos básicos. Los principales beneficios del Amiga E son su rápida compilación (compilando 20.000 líneas por minuto en un Amiga a 7 (siete) megahercios, permite ser utilizado en lugar de un lenguaje de scripting), código fuente muy legible, un sistema muy flexible de tipos de datos, sistema modular y características avanzadas como manejo de excepciones y programación orientada a objetos.
Un programa "hola mundo" en Amiga E es así: 
```
  PROC main()
     WriteF('¡ Hola Mundo !')
  ENDPROC
```

Amiga E ha sido utilizado para crear el núcleo del popular programa de retoque gráfico Photogenics para la plataforma Amiga.

## Otras implementaciones
Pese a haber sido liberado, el código del compilador de Amiga E está escrito en ensamblador de 68000 por lo cual resulta difícil su mantenimiento y actualización. A lo largo de todos estos años han surgido diferentes versiones e implementaciones de compiladores para el lenguaje E, éstas son las siguientes:
- CreativE
- ECX
- PowerD, que deriva en un nuevo lenguaje, llamado D